# زنبق ملون
الزنبق الملون نوع نباتي ينتمي إلى جنس الزنبق من الفصيلة الزنبقية.

## البيئة والانتشار
موطنه اليابان وكوريا.